# Johnnie Ray
Johnnie Ray, John Alvin Ray (Dallas, 1927. január 10. – Los Angeles, 1990. február 24.) amerikai énekes, zongorista, dalszerző volt. Legnagyobb népszerűségét az 1950-es években érte el.
Gyermekkorában egy baleset következtében megsérült hallása, de mégis meg tudott tanulni énekelni. Első  szerzeménye a Whiskey and Gin volt. Helyi rádióállomások gyakran játszották. Huszonnégy éves volt, amikor megjelent az örökbecsűvé vált Cry című dala. Ettől kezdve igen népszerű volt. 1953-tól kezdve filmekben is szerepelt.